# Revere
Revere là một đô thị tại tỉnh Mantova trong vùng Lombardia của Italia, có vị trí cách khoảng 160 km về phía đông nam của Milano và khoảng 30 km về phía đông nam của Mantova. Tại thời điểm ngày 31 tháng 12 năm 2004, đô thị này có dân số 2.514 người và diện tích là 14,2 km².
Đô thị Revere có các frazione (đơn vị trực thuộc) Zello.
Revere giáp các đô thị: Borgofranco sul Po, Magnacavallo, Ostiglia, Pieve di Coriano, Serravalle a Po, Villa Poma.